# کلئوپاترا سلن دوم
کلئوپاترا سلن دوم (به یونانی: η Κλεοπάτρα Σελήνη؛ ۲۵ دسامبر ۴۰ پیش از میلاد – ۹ مارس ۸ میلادی) همچنین معروف به کلئوپاترای هشتم از شاهزادگان دودمان بطالسه و تنها دختر ملکه کلئوپاترای هفتم و مارک آنتونی بود. برادر دوقلوی او الکساندر هلیوس نام داشت. او میراثی مصری، یونانی و رومی را به ارث می‌برد. قسمت دوم نام او، سلن، در یونانی باستان معنای «ماه» می‌دهد و این در نقطهٔ مقابل قسمت دوم نام برادر دوقلویش، هلیوس، قرار دارد که معنای «خورشید» را می‌دهد. کلئوپاترا در اسکندریه متولد شد و در همانجا بزرگ شد و تحصیل کرد. در اواخر سال ۳۴ پیش از میلاد، طی بخشش‌های اسکندریه، فرمانروایی بر سیرنایسا و لیبی به کلئوپاترا اعطا شد.